# Broca-Areal

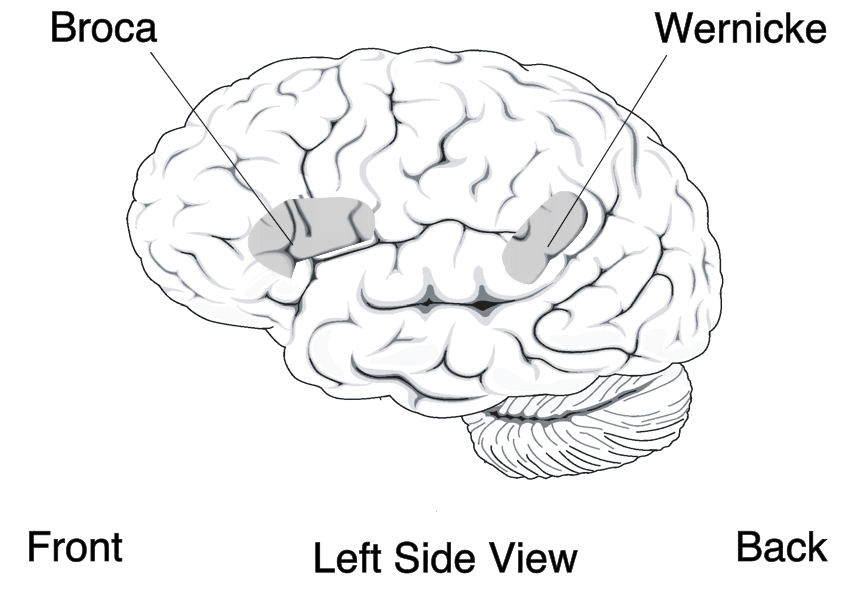
Menschliches Gehirn (von links). Man sieht die beiden Hauptkomponenten des Sprachzentrums: Broca-Areal (Sprachproduktion) und Wernicke-Areal (Sprachverständnis).

Das Broca-Areal, Broca-Zentrum oder Brocasche Sprachregion ist eine Region der Großhirnrinde und wird zusammen mit dem Wernicke-Areal als eine der beiden Hauptkomponenten des Sprachzentrums angesehen. Das Broca-Zentrum nimmt dabei die motorische Funktion ein. Benannt ist das Broca-Areal nach dem französischen Chirurgen Paul Broca (1824–1880), der es 1861 entdeckte.

## Lokalisation
Das Broca-Areal ist eine Region der Großhirnrinde, die sich in der Pars triangularis des Gyrus frontalis inferior, meist auf der linken Hemisphäre des Gehirns befindet. Nach der Einteilung von Korbinian Brodmann ist es im Bereich der Brodmann-Areale 44 und 45 angesiedelt. Das Broca-Areal steht über den Fasciculus arcuatus mit dem Wernicke-Areal in Verbindung.

## Funktion
Die Neuronennetze im Broca-Areal betrachtet man vor allem als zuständig für die grammatikalischen Aspekte von Sprachen. Kinder im Alter von bis zu ca. drei Jahren bilden ihre Sprache in diesem Zentrum aus. Später erlernte Zweitsprachen werden separat in benachbarten Hirnarealen nahe dem Broca-Areal gespeichert. 
Neuere Untersuchungen mit (nicht-)invasiven bildgebenden Verfahren wie Positronen-Emissionstomografie (invasiv) und Funktioneller Magnetresonanztomografie (nicht-invasiv) haben gezeigt, dass das Brocazentrum für die Sprachmotorik, Lautbildung, Lautanalyse, Artikulation und die Bildung abstrakter Wörter zuständig ist. Nachgewiesen wurde auch, dass das Wernicke-Sprachzentrum für die auditive Sensorik und für logische Sprachverarbeitung verantwortlich ist. Beide Areale sind miteinander durch den Fasciculus arcuatus verbunden.
Die modernen Verfahren zeigten jedoch auch, dass die neuronale Verschaltung der an der Sprachverarbeitung beteiligten Areale wesentlich komplexer ist als lange angenommen und weitere Gehirnareale einbezogen sind (siehe Sprachzentrum).

## Schädigung
Eine Schädigung des Gehirns im  Broca-Areal führt zu einer Aphasie, also einer erworbenen Sprachstörung, bei der das Sprachverständnis weitgehend intakt bleibt. Dem Betroffenen ist es jedoch (fast) unmöglich, selbst zu sprechen. Manche Patienten sind noch befähigt, unter großer Anstrengung Sätze zu formulieren, die allerdings unvollständig sind (Telegrammstil). Es liegt keine Lähmung der Muskulatur der zur Artikulation benötigten Organe vor. Bei der Broca-Aphasie handelt es sich um die sogenannte motorische Aphasie (Synonym expressive Aphasie). Diese steht im Gegensatz zur sensorischen Aphasie, die auf eine Schädigung des Wernicke-Zentrums zurückgeht.